# シャバカ
シャバカ（Shabaka, 在位：紀元前705年頃 - 紀元前690年頃）は、古代エジプト第25王朝の第3代ファラオ（王）。即位名はネフェルカラー。

## 概要
通説ではナパタ王家の二代王カシュタの息子で、分裂状態のエジプトを平定し第25王朝を創始したピアンキの弟と考えられているが、ピアンキの息子であるタハルカ王の兄弟だとする碑文もあり、正確な出自は分からない。
また、古い学説ではピアンキの後継者であったと考えられていたが、近年は下記の史料からシャバタカの方がピアンキの継承者で、シャバカは3代目の君主あったと考えられている。
- カルナックに残存するシャバカの治世のナイル川の水位を記録した碑文はシャバタカの治世の記録の左下に記されている[1] 。
- 第23王朝時代にアメン神の巫女の地位にあったシェペヌペト1世はシャバタカの治世まで存命で、彼女が築いた礼拝堂はその後シャバカの姉に当たるアメンイルディス1世 によって増築されている。これはシェペヌペトの地位をアメンイルディスが引き継いだ事を意味している[2]。
- シャバカの息子でアメンの大司祭ホルマケトは自身を「父を愛する者、タハルカの腹心の友、タヌトアメンの宮仕長」と称しているがシャバタカについては言及していない。シャバタカをシャバカの先代と考えた場合、自分の仕えた主君について触れないのは不自然と言える[3][4]。
- シャバタカとピアンキのピラミッドから出土した副葬品のシャブティは比較的小さいが、シャバカとタハルカの物はやや大きく、刻まれた経文も長い[5][2]。
- シャバタカのピラミッドの内部構造はピアンキのものと同じだが、シャバカのピラミッドの構造はタハルカやその後継者と同じ[6][2]。
- シャバカの治世7年目に購入した奴隷をタハルカ王の治世6年目に売却したパピルス文書の記録がある。シャバタカの約15年間の治世を二王の間に挟むと、30年近く前に購入した高齢の奴隷を売買している計算になる[7]。

ヌビア王家には兄弟間での王位継承が多く見られるものの、それだけでは説明しきれない複雑な血縁関係が構成されていた事が史料から読み取れるため、具体的に何を以て後継者を選抜していたのかは明確になっていない。